# Quốc lộ 9E
Quốc lộ 9E là một tuyến quốc lộ thứ yếu của khu vực miền Trung và Tây Nguyên, nằm hoàn toàn trong địa phận tỉnh Quảng Bình.

## Lộ trình
Tuyến đường có chiều dài là 43 km, là đường giao thông cấp III - IV, rộng 2-4 làn xe. Điểm đầu của tuyến giao cắt với đường ven biển thành phố Đồng Hới, và điểm cuối cắt với đường Hồ Chí Minh, thuộc huyện Quảng Ninh. Ngoài ra, quốc lộ 9E còn giao cắt với quốc lộ 1 tại xã Đức Ninh, thành phố Đồng Hới.